# (3830) Trelleborg
(3830) Trelleborg (1986 RL) – planetoida z pasa głównego asteroid okrążająca Słońce w ciągu 5,29 lat w średniej odległości 3,03 j.a. Odkrył ją Poul Jensen 11 września 1986 roku.